# Szenebszen
Szenebszen ókori egyiptomi királyné a XIII. dinasztia idején, I. Noferhotep felesége. Az uralkodó egy felirata említi a Szehel-szigeten.
Noferhotepnek és Szenebszennek legalább két gyermeke volt, akiket az uralkodó szüleiről, Haanhefről és Kemiről neveztek el. Ennek ellenére Noferhotep a fivérét, Szihathort nevezte ki társuralkodónak és örökösének, mikor pedig nagyjából egyidőben meghaltak, egy másik fivérük, IV. Szobekhotep követte őket a trónon.
Egy Szenebszen nevű királynét, a sírtulajdonos feleségének felmenőjét említik egy Reniszeneb nevű hivatalnok El-Kab-i sírjában, a 9-es számú sírban, egy ajtókeretre vésett genealógián. Lehetséges, hogy a két Szenebszen azonos, bár nem bizonyított.